# Trường Cao đẳng Kỹ thuật Công nghiệp Việt Nam-Hàn Quốc
Trường Cao đẳng Kỹ thuật Công nghiệp Việt Nam-Hàn Quốc là một cơ sở giáo dục chuyên nghiệp của Việt Nam, có trụ sở chính tại Thành phố Vinh, được thành lập ngày 4/12/1998 theo Quyết định số 1272 của UBND tỉnh Nghệ An, Đây là quà tặng của Chính phủ và nhân dân Hàn Quốc dành cho Việt Nam. Hiện nay, Trường là một trong số 45 trường chất lượng cao theo quyết định 761 của Thủ tướng Chính phủ . Trường hợp tác đào tạo với các nước Hàn Quốc, Nhật Bản, Australia, Anh Quốc, Malaysia.

## Đào tạo
- Thời gian đào tạo đối với hệ cao đẳng là 2 - 3 năm, đối với hệ trung cấp là 1,5 - 2 năm, tốt nghiệp cao đẳng được nhà trường cấp bằng kỹ sư thực hành chính quy. Trường cam kết đảm bảo chất lượng đào tạo và việc làm cho học sinh sau tốt nghiệp ở trong nước và nước ngoài.
- Quy mô đào tạo: 3000 học sinh, sinh viên. Học sinh, sinh viên tham gia học tập được hưởng các chế độ, chính sách ưu tiên theo quy định của nhà nước.
- Tuyển sinh trên phạm vi cả nước

### Hệ Cao đẳng
1. Quản trị mạng máy tính
2. Lập trình máy tính
3. Kỹ thuật điện tử
4. Điện công nghiệp
5. Kỹ thuật máy lạnh và điều hòa không khí
6. Cơ khí chế tạo máy
7. Công nghệ ôtô
8. Kỹ nghệ Hàn
9. Kế toán doanh nghiệp
10. Cơ điện tử

### Hệ Trung cấp
1. Điện công nghiệp
2. Kỹ thuật máy lạnh và điều hòa không khí
3. Cắt gọt kim loại (Cơ khí chế tạo)
4. Công nghệ ôtô
5. Hàn
6. Kế toán doanh nghiệp

### Các Hệ khác
1. Hợp tác với trường Đại học Bách khoa Hà Nội đào tạo tại chức các ngành: Hệ thống điện, Điện tử viễn thông, Đại học hệ vừa làm vừa học tất cả các nghề của trường Việt - Hàn đào tạo.
2. Đào tạo tiếng Anh, tiếng Hàn và giáo dục định hướng cho xuất khẩu lao động đi Hàn Quốc.
3. Hợp tác với các trường đại học Hàn Quốc tuyển sinh du học tại Hàn Quốc.